# 수베니어: 파트 II
"수베니어: 파트 II"(영어: The Souvenir Part II)는 2021년 개봉한 드라마 영화이다. 조애나 호그가 감독과 각본을 맡았으며, 2019년 영화 《수베니어: 파트 I》의 후속 작품이다.